# Arturo Rotor
Arturo Belleza Rotor (Manila,
7 de junio de 1907 - 9 de abril de 1988) fue un médico, funcionario, músico y escritor filipino.

## Carrera como médico
Rotor nació en Sampaloc (uno de los 16 distritos de Manila, la capital de Filipinas) y asistió a la Universidad de Filipinas. Se graduó de manera simultánea en el Conservatorio de Música y en la Escuela de Medicina. Más tarde estudió en Estados Unidos, en la Facultad de Medicina de la Universidad Johns Hopkins (en Baltimore). Allí publicó un documento sobre una forma rara de hiperbilirrubinemia (ictericia) que ahora se conoce como síndrome de Rotor.

## Ministro de Salud y Bienestar de Filipinas
Durante la Segunda Guerra Mundial (1939-1945), Rotor se desempeñó como secretario ejecutivo en el exilio del Gobierno de Manuel L. Quezón, el presidente de Filipinas en el exilio. En 1945 fue nombrado ministro del Departamento de Salud y Bienestar, cargo que desempeñó durante el período posterior a la Segunda Guerra Mundial.
Más tarde, Rotor fue nombrado director de la Escuela de Posgrado de Medicina de la Universidad de Filipinas y trabajó como médico hasta principios de 1980.

## Carrera como escritor
Rotor fue un escritor de prestigio internacional de la ficción y no ficción en Inglés. Él es ampliamente considerado como uno de los mejores escritores de cuentos filipinos del siglo XX. Fue miembro fundador del Gremio Filipino del Libro.
En 1937, el gremio le publicó The Wound and the Scar (‘la herida y la cicatriz’), a pesar de que Rotor protestó que deberían haber seleccionado la obra de otra persona. En 1966, el gobierno de Filipinas reconoció sus logros literarios otorgándole el Premio de la Herencia Cultural de la República.
Las obras literarias más conocidas de Rotor son:
- 1928: Dahong Palay (cuento).
- 1930: Zita (cuento).
- 1937: The wound and the scar (La herida y la cicatriz)
- 1965: Confidentially, doctor (Confidencialmente, doctor),
- 1973: Selected stories from the wound and the scar (Historias seleccionadas de «La herida y la cicatriz»)
- 1983: The men who play God (Los hombres que juegan a ser Dios).[10]

## Orquídeas
Arturo Rotor era un fanático de las orquídeas. Fungió como miembro a largo plazo de la Sociedad de Orquídeas de Filipinas. Una especie de orquídeas vanda (Vanda merillii var. Rotorii) recibió su nombre. Rotor compartió un interés en las orquídeas con su hermano menor, Gavino Belleza Rotor, Jr., quien recibió un doctorado de la Universidad Cornell en Biología de las Orquídeas, y se convirtió en una autoridad en la propagación de orquídeas. El género de orquídeas Rotorara lleva ese nombre por Gavino Rotor.

## Otros intereses
Rotor era un músico altamente capacitado, y publicó artículos como crítico musical.

## Personal
Arturo Rotor falleció en Filipinas el 9 de abril de 1988. Le sobrevivió su esposa Emma Unson, que enseñaba matemáticas y física en la universidad. No tuvieron hijos.